# Yukon (Oklahoma)
Yukon és una ciutat dels Estats Units a l'estat d'Oklahoma. Segons el cens del 2000 tenia 21.043 habitants.

## Demografia
Segons el cens del 2000, Yukon tenia 21.043 habitants, 7.830 habitatges, i 5.989 famílies. La densitat de població era de 315,4 habitants per km².
Dels 7.830 habitatges en un 39,7% hi vivien nens de menys de 18 anys, en un 62,1% hi vivien parelles casades, en un 11% dones solteres, i en un 23,5% no eren unitats familiars. En el 20,7% dels habitatges hi vivien persones soles el 8,6% de les quals corresponia a persones de 65 anys o més que vivien soles. El nombre mitjà de persones vivint en cada habitatge era de 2,65 i el nombre mitjà de persones que vivien en cada família era de 3,06.
Per edats la població es repartia de la següent manera: un 27,7% tenia menys de 18 anys, un 8,3% entre 18 i 24, un 29,3% entre 25 i 44, un 23,9% de 45 a 60 i un 10,7% 65 anys o més.
L'edat mediana era de 36 anys. Per cada 100 dones de 18 o més anys hi havia 87,6 homes.
La renda mediana per habitatge era de 45.265 $ i la renda mediana per família de 52.646 $. Els homes tenien una renda mediana de 36.516 $ mentre que les dones 25.014 $. La renda per capita de la població era de 19.773 $. Entorn del 5% de les famílies i el 6,6% de la població estaven per davall del llindar de pobresa.

## Poblacions més properes
El següent diagrama mostra les poblacions més properes.